# Enoch Marvin Banks
Enoch Marvin Banks (Newnan, 28 novembre 1877 – Newnan, 21 novembre 1911) è stato uno storico statunitense, docente presso l'Università della Florida.
A seguito di una pubblicazione di un articolo che attribuiva la causa della guerra di secessione americana alla schiavitù nel 1911, fu costretto a dimettersi.

## Primi anni e formazione
Banks nacque il 28 novembre 1877. Completò i suoi studi universitari all'Emory College nel 1987, e ottenne un master presso la stessa università nel 1900. Ottenne dottorato di ricerca alla Columbia University nel 1905, discutendo una tesi sull'economia della proprietà fondiaria in Georgia.

## Carriera professionale
Conseguito il dottorato di ricerca, Banks ha svolto vari incarichi di insegnamento presso la Columbia University e l'Università della Pennsylvania, a cui fece seguito un breve periodo in Germania. Nel 1907 ottenne la cattedra di Storia ed Economia presso l'Università della Florida.
Il 9 febbraio 1911, la rivista The Independent pubblicò un articolo di Banks dal titolo "A Semi-Centennial View of the Civil War". Nell'articolo Banks sosteneva che "la motivazione alla base della guerra civile" era il rifiuto degli Stati del Sud di porre fine all'istituzione della schiavitù. Questa affermazione si trovava in diretta opposizione alla Causa persa confederata, un pregiudizio razzista diffusosi tra gli Stati del Sud, suscitando una profonda indignazione sia in Florida che in tutta la regione. Dopo la pubblicazione dell'articolo, Banks venne avvertito delle potenziali conseguenze dall'ex presidente dell'Università della Florida, Andrew Sledd, che fu costretto a lasciare il proprio incarico alla Emory University a causa delle sue proteste contro il linciaggio.:8
Una coalizione di organizzazioni confederate si unì rapidamente per chiedere le dimissioni di Banks, comprese le United Daughters of the Confederacy, i Sons of Confederate Veterans e gli United Confederate Veterans. Figure di potere all'interno del governo statale come il Florida Board of Control, il governatore Albert W. Gilchrist e l'ex legislatore John Beard videro la rimozione di Banks come l'unico modo per risolvere il conflitto.:11–13  Banks presentò le sue dimissioni il 9 marzo, un mese dopo la pubblicazione dell'articolo. Il presidente dell'Università, Albert Murphree, inizialmente le rifiutò,  temendo ulteriori ripercussioni.:14  Il mese successivo, il Consiglio di Controllo statale ordinò a Murphee di procedere con le dimissioni e Banks lasciò il proprio incarico all'università.:16
Banks dopo le sue dimissioni venne difeso dalla redazione del Independent la quale criticò aspramente i detrattori dell'autore in quanto "non è ancora consentito esprimere le proprie opinioni" negli Stati del Sud. Altri difensori pubblici di Banks furono il famoso economista del Sud James W. Garner e Andrew Sledd.

## Anni successivi ed eredità
A seguito delle sue dimissioni, Banks si trasferì a Newman, in Georgia. Morirà pochi mesi dopo, il 21 novembre 1911, per una malattia sconosciuta. Secondo alcuni colleghi a lui contemporanei fu lo stress generato dalla controversia del suo articolo ad aver contribuito alla sua morte. Studi successivi sull'articolo dell'autore e sull'episodio rilevarono che Banks non era un progressista in merito alle questioni razziali: all'interno del suo articolo, infatti, si opponeva esplicitamente alla concessioni del diritto di voto alle persone di colore. I documenti relativi all'autore sono custoditi presso la Emory University.